# Çederovtala
Çederovtala är en ort i Azerbajdzjan.   Den ligger i distriktet Balakən Rayonu, i den nordvästra delen av landet, 300 km väster om huvudstaden Baku. Çederovtala ligger 239 meter över havet och antalet invånare är 846.
Terrängen runt Çederovtala är platt åt sydväst, men åt nordost är den kuperad. Närmaste större samhälle är Belokany, 8,1 km öster om Çederovtala.
Omgivningarna runt Çederovtala är en mosaik av jordbruksmark och naturlig växtlighet. Runt Çederovtala är det ganska tätbefolkat, med 96 invånare per kvadratkilometer.